# Kampen om tronen
 "A Game of Thrones" omdirigeres hertil. For anden betydning, se A Game of Thrones (spil).
Kampen om tronen (eng: A Game of Thrones) er den første bog i A Song of Ice and Fire, en serie af fantasyromaner af den amerikanske forfatter George R. R. Martin. Den blev udgivet første gang den 1. august 1996 på engelsk. Bogen blev oversat til dansk af forlaget Gyldendal d. 11 november 2011. Bogen vandt i 1997 en Locus Award og blev samme år nomineret til både en Nebula Award og en World Fantasy Award. Bogens handling udspiller sig fra forskellige karakteres synspunkter, og tager primært form i det fiktive kontinent Westeros (på dansk kaldet Vesterøerne).
Romanen lagde bl.a. grundlaget for den første sæson af en tv-serie kaldet Game of Thrones, skabt af HBO, som havde premiere den 17. april 2011 i USA.